# Leadbelly

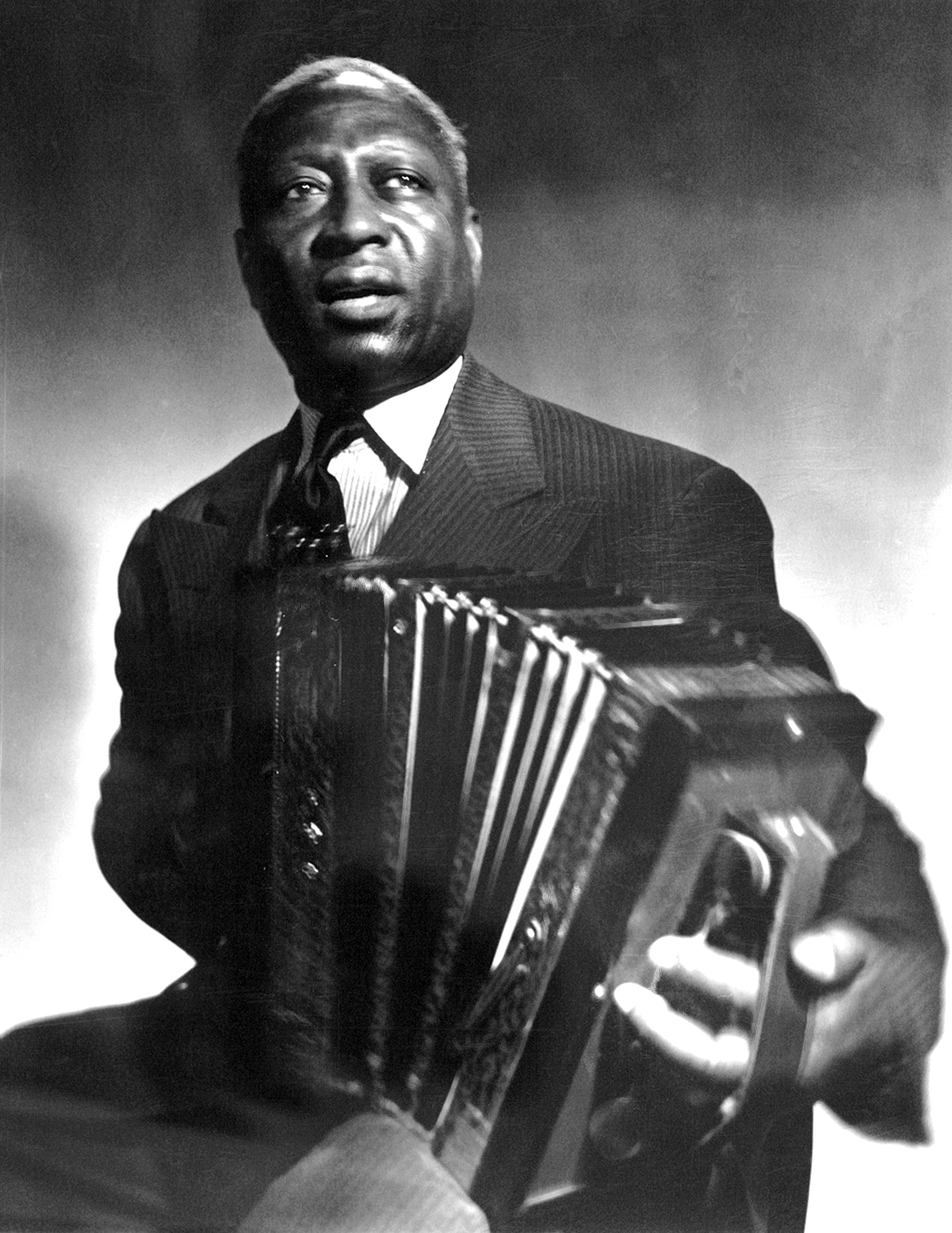
Leadbelly mit Cajun-Akkordeon

Leadbelly [ˈlɛdbɛli] (auch: Lead Belly Anm. und Huddie Ledbetter) (* 1889 als Hudson William Ledbetter in Mooringsport, Louisiana; † 6. Dezember 1949 in New York) war ein US-amerikanischer Blues- und Folksänger. Leadbelly spielte verschiedene Instrumente, wie Akkordeon, Mandoline, Klavier und Mundharmonika; sein Lieblingsinstrument war eine 12-saitige Gitarre.

## Leben
Seinen mit einer Baritonstimme erklingenden kräftigen Vortragsstil lernte Hudson „Huddie“ Ledbetter, genannt Leadbelly, während er sich einige Jahre in den rauen Rotlichtbezirken von Shreveport und Dallas mit seinem Gesang sein Brot verdiente. 1916 wurde er das erste Mal wegen Körperverletzung zu einer Haftstrafe verurteilt und 1918 in Texas wegen Mordes zu 30 Jahren Zwangsarbeit. Gouverneur Pat Morris Neff soll Leadbelly begnadigt haben, nachdem ihm dieser bei einem Gefängnisbesuch seine Bitte in Form eines Liedes vorgetragen habe. Tatsächlich wurde Leadbelly 1925 wegen guter Führung vorzeitig aus der Haft (im Shaw State Prison) entlassen.
Fünf Jahre später wurde er erneut wegen Raubes und Mordversuchs in Louisiana inhaftiert. Er kam diesmal ins Angola State Penitentiary. 1933 zog der Folklore-Forscher John Lomax mit seinem Sohn Alan durch die Haftanstalten Louisianas, um die Musik der Afro-Amerikaner für die Library of Congress aufzunehmen. Ein Jahr nachdem er die beiden ersten Aufnahmen mit Leadbelly gemacht hatte, wurde dieser auf die Initiative von John Lomax hin begnadigt.
1935 kam Leadbelly nach New York und machte sich innerhalb der weißen, linksintellektuellen Künstlerszene rasch einen Namen. Hier kam er in Kontakt mit weißen Folkmusikern wie Woody Guthrie und Pete Seeger. Trotz seines großen Einflusses auf die weiße Folkmusik der 1940er- und 1950er-Jahre blieb ihm finanzieller Erfolg versagt. Ende der 1940er-Jahre versuchte er sein Glück in Frankreich und verbrachte einige Zeit in Paris. Auf seiner ersten Europatournee im Jahr 1949 erkrankte er an amyotropher Lateralsklerose und starb wenige Monate später in New York.

## Werk

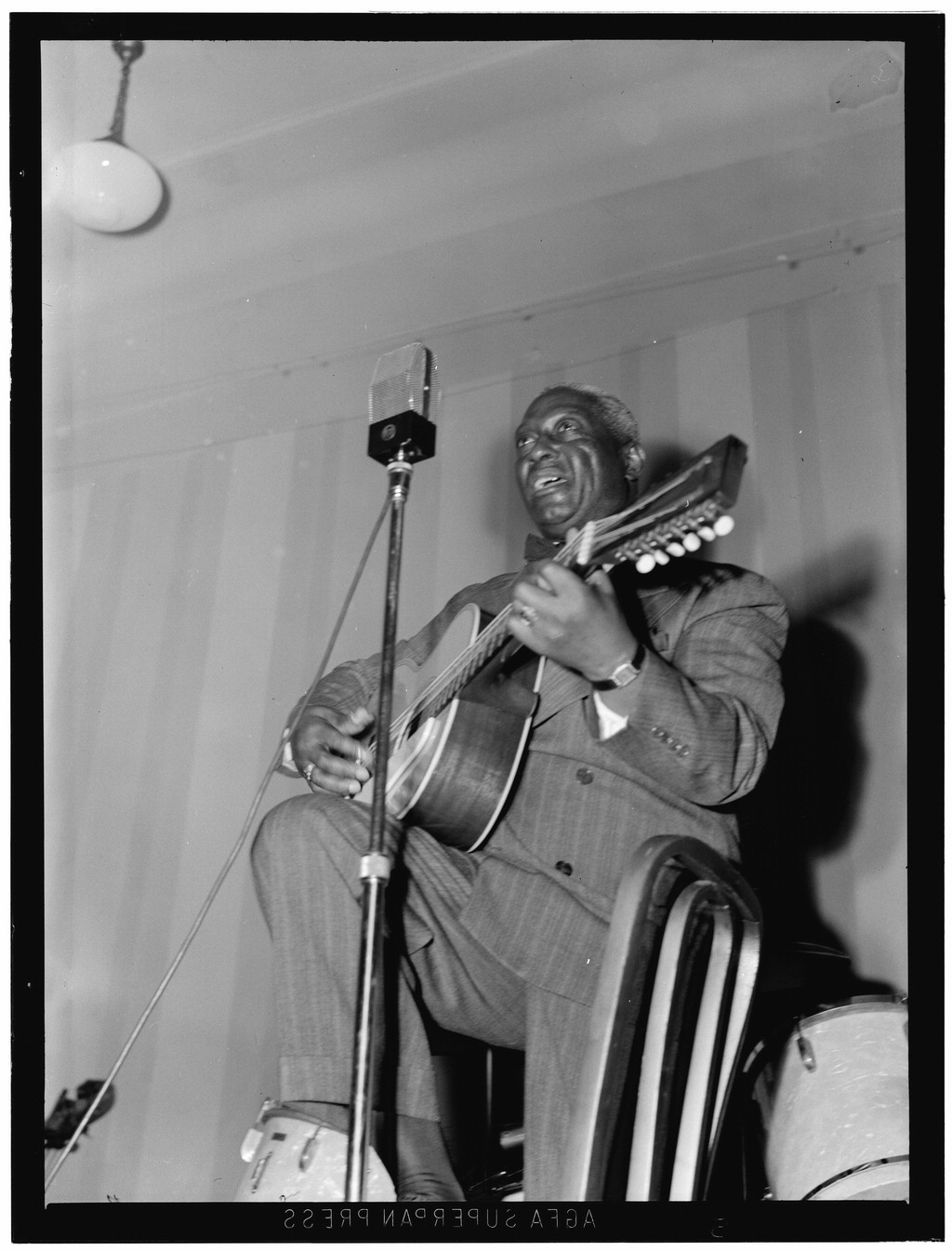
Leadbelly bei einem Auftritt im National Press Club, Washington, D.C. Fotografie von William P. Gottlieb

Die Aufnahmen von Leadbelly umfassen rund 170 Songs und Shouts. Seine Lieder wurden immer wieder von verschiedensten Künstlern aufgegriffen und interpretiert, wie Cotton Fields von Creedence Clearwater Revival auf ihrem 1969 veröffentlichten Album Willy and the Poor Boys. Einige seiner Kompositionen wurden zu erfolgreichen Top-10-Hits, wie Goodnight Irene in der Interpretation der Weavers (1950), Rock Island Line von Lonnie Donegan (1956) oder Black Betty von Ram Jam (1977). Ledbetters Lied Alberta (1935) wurde von Eric Clapton (1977 auf dem Album Slowhand) und vielen anderen Künstlern interpretiert.
Leadbelly interpretierte auch zahlreiche, bereits als Traditionals einzustufende Lieder. Ein solcher zum Standard dieses Musikgenres gewordener und vielfach interpretierter Song ist Midnight Special, das Lied eines Häftlings, das im Refrain einen Zug nennt, der um Mitternacht sein Gefängnis passiert. Midnight Special wurde von dem Musikforscher Alan Lomax fälschlicherweise Leadbelly zugeschrieben. Tatsächlich aber existieren schon Textaufzeichnungen aus anderen Quellen aus dem Jahr 1905 bzw. frühere Tonaufzeichnungen mit anderen Interpreten.
1980 wurde Leadbelly in die Nashville Songwriters Hall of Fame aufgenommen, 1986 folgte die Aufnahme in die Blues Hall of Fame und 1988 in die Rock and Roll Hall of Fame.
Ab 1993 kam seinem Werk noch einmal größere Aufmerksamkeit zugute, denn die Band Nirvana veröffentlichte in diesem Jahr ihr Live-Album MTV Unplugged in New York, dessen letztes Stück mit dem Titel Where Did You Sleep Last Night auf Huddie „Leadbelly“ Ledbetters Adaption des amerikanischen Volksliedes In the Pines (auch Black Girl oder Where Did You Sleep Last Night) beruht. Auch Paul McCartneys Song Women and Wives (2020 erschienen auf dem Album McCartney III) wurde von Leadbelly beeinflusst.

## Film
Die Filmbiografie Leadbelly thematisiert den leidgeprägten Werdegang des Sängers von den 1920er- bis 1940er-Jahren sowie seine Musik als Ausdruck des Widerstands gegen Unterdrückung, Haft und Zwangsarbeit. Der 126 Min. lange Streifen wurde 1976 von dem US-amerikanischen Fotografen, Regisseur, Lyriker, Komponisten und Bürgerrechtsaktivisten Gordon Parks gedreht. Das Drehbuch stammt von Ernest Kinoy. Leadbelly wird in diesem Film von Roger E. Mosley verkörpert.
Im Film Jede Menge Ärger wurde Johnny Knoxvilles Charakter Eddie Leadbetter nach Huddie Ledbetter benannt, da dieser ebenfalls häufiger mit dem Gesetz in Konflikt geriet.